# Elizabeth Bentinck
Elizabeth Bentinck, viscontessa Weymouth (27 luglio 1735 – Londra, 12 dicembre 1825), è stata una nobildonna inglese.

## Biografia
Era la figlia di William Bentinck, II duca di Portland, e di sua moglie, Lady Margaret Cavendish.
Ha ricoperto la carica di Lady of the Bedchamber della regina Carlotta tra il 1761 e il 1793. Ha ricoperto la carica di Mistress of the Robes tra il 1793 e il 1818.

## Matrimonio
Sposò, il 22 marzo 1759, Thomas Thynne, I marchese di Bath, figlio di Thomas Thynne, II visconte Weymouth, e di sua moglie, Lady Louisa Carteret. Ebbero sei figli:
- Lady Louisa Thynne (25 marzo 1760-28 dicembre 1832), sposò Heneage Finch, IV conte di Aylesford, ebbero due figli;
- Lady Henrietta Thynne (17 novembre 1762-31 maggio 1813), sposò Philip Stanhope, V conte di Chesterfield, ebbero due figli;
- Lady Sophia Thynne (19 dicembre 1763-9 aprile 1791), sposò George Ashburnham, III conte di Ashburnham, ebbero tre figli;
- Thomas Thynne, II marchese di Bath (25 gennaio 1765-27 marzo 1837);
- George Thynne, II barone di Carteret Hawnes (23 gennaio 1770-19 febbraio 1838), sposò Harriet Courtenay, non ebbero figli;
- John Thynne, III barone di Carteret Hawnes (28 dicembre 1772-10 marzo 1849), sposò Mary Anne Master, non ebbero figli.

## Morte
Morì il 12 dicembre 1825, a 90 anni, a Londra.

## Ascendenza
|                                                    |                                                      |                                            | Genitori                                        |  |  | Nonni |  |  | Bisnonni                              |  |  | Trisnonni                |  |
|                                                    |                                                      |                                            |                                                 |  |  |       |  |  | William Bentinck, I conte di Portland |  |  | Bernard, barone Bentinck |  |
|                                                    |                                                      |                                            |                                                 |  |  |       |  |  | William Bentinck, I conte di Portland |  |  | Bernard, barone Bentinck |  |
|                                                    |                                                      | Anne van Bloemendale                       |                                                 |  |  |       |  |  | William Bentinck, I conte di Portland |  |  |                          |  |
| Henry Bentinck, I duca di Portland                 |                                                      |                                            |                                                 |  |  |       |  |  | William Bentinck, I conte di Portland |  |  |                          |  |
|                                                    |                                                      | Anne Villiers                              | Edward Villiers                                 |  |  |       |  |  |                                       |  |  |                          |  |
|                                                    |                                                      | Anne Villiers                              | Edward Villiers                                 |  |  |       |  |  |                                       |  |  |                          |  |
|                                                    |                                                      | Anne Villiers                              | Frances Howard                                  |  |  |       |  |  |                                       |  |  |                          |  |
| William Bentinck, II duca di Portland              |                                                      | Anne Villiers                              |                                                 |  |  |       |  |  |                                       |  |  |                          |  |
|                                                    |                                                      | Wriothesley Noel, II conte di Gainsborough | Edward Noel, I conte di Gainsborough            |  |  |       |  |  |                                       |  |  |                          |  |
|                                                    |                                                      | Wriothesley Noel, II conte di Gainsborough | Edward Noel, I conte di Gainsborough            |  |  |       |  |  |                                       |  |  |                          |  |
|                                                    |                                                      | Wriothesley Noel, II conte di Gainsborough | Elizabeth Wriothesley                           |  |  |       |  |  |                                       |  |  |                          |  |
| Elizabeth Noel                                     |                                                      | Wriothesley Noel, II conte di Gainsborough |                                                 |  |  |       |  |  |                                       |  |  |                          |  |
|                                                    |                                                      | Catherine Greville                         | Fulke Greville, V barone Brooke                 |  |  |       |  |  |                                       |  |  |                          |  |
|                                                    |                                                      | Catherine Greville                         | Fulke Greville, V barone Brooke                 |  |  |       |  |  |                                       |  |  |                          |  |
|                                                    |                                                      | Catherine Greville                         | Sarah Dashwood                                  |  |  |       |  |  |                                       |  |  |                          |  |
| Elizabeth Bentinck                                 |                                                      | Catherine Greville                         |                                                 |  |  |       |  |  |                                       |  |  |                          |  |
|                                                    | Robert Harley, I conte di Oxford e conte di Mortimer | Edward Harley                              |                                                 |  |  |       |  |  |                                       |  |  |                          |  |
|                                                    | Robert Harley, I conte di Oxford e conte di Mortimer | Edward Harley                              |                                                 |  |  |       |  |  |                                       |  |  |                          |  |
|                                                    | Robert Harley, I conte di Oxford e conte di Mortimer | Abigail Stephens                           |                                                 |  |  |       |  |  |                                       |  |  |                          |  |
| Edward Harley, II conte di Oxford e conte Mortimer | Robert Harley, I conte di Oxford e conte di Mortimer |                                            |                                                 |  |  |       |  |  |                                       |  |  |                          |  |
|                                                    |                                                      | Elizabeth Foley                            | Thomas Foley                                    |  |  |       |  |  |                                       |  |  |                          |  |
|                                                    |                                                      | Elizabeth Foley                            | Thomas Foley                                    |  |  |       |  |  |                                       |  |  |                          |  |
|                                                    |                                                      | Elizabeth Foley                            | Elizabeth Ashe                                  |  |  |       |  |  |                                       |  |  |                          |  |
| Margaret Harley                                    |                                                      | Elizabeth Foley                            |                                                 |  |  |       |  |  |                                       |  |  |                          |  |
|                                                    |                                                      | John Holles, I duca di Newcastle-upon-Tyne | Gilbert Holles, III conte di Clare              |  |  |       |  |  |                                       |  |  |                          |  |
|                                                    |                                                      | John Holles, I duca di Newcastle-upon-Tyne | Gilbert Holles, III conte di Clare              |  |  |       |  |  |                                       |  |  |                          |  |
|                                                    |                                                      | John Holles, I duca di Newcastle-upon-Tyne | Grace Pierrepont                                |  |  |       |  |  |                                       |  |  |                          |  |
| Henrietta Cavendish-Holles                         |                                                      | John Holles, I duca di Newcastle-upon-Tyne |                                                 |  |  |       |  |  |                                       |  |  |                          |  |
|                                                    |                                                      | Margaret Cavendish                         | Henry Cavendish, II duca di Newcastle-upon-Tyne |  |  |       |  |  |                                       |  |  |                          |  |
|                                                    |                                                      | Margaret Cavendish                         | Henry Cavendish, II duca di Newcastle-upon-Tyne |  |  |       |  |  |                                       |  |  |                          |  |
|                                                    |                                                      | Margaret Cavendish                         | Frances Pierrepont                              |  |  |       |  |  |                                       |  |  |                          |  |
|                                                    |                                                      | Margaret Cavendish                         |                                                 |  |  |       |  |  |                                       |  |  |                          |  |